# Veronica Falls
A Veronica Falls brit indie pop együttes volt Londonból. 2009-ben alakultak, tagjai Roxanne Clifford és James Hoare, Marion Herbain és Patrick Doyle voltak. Roxanne és James mindketten énekeltek és gitároztak. A tagok korábban a The Royal We és a Sexy Kids együttesekben játszottak. 2014-es feloszlásukig két stúdióalbumot és több kislemezt adtak ki.
Első, saját magukról elnevezett stúdióalbumuk 2011-ben jelent meg, és a 150. helyet szerezte meg a brit  albumlistán.

## Történet
Roxanne Clifford és Patrick Doyle a Comet Gain egyik koncertjén ismerték meg James Hoare-t. Marion Herbain belépésével megalakult a Veronica Falls. 2010-ben kiadták első két kislemezüket, "Found Love in a Graveyard" és Beachy Head" címekkel; a kislemezek a Captured Tracks kiadónál jelentek meg.
Ezután Guy Fixsen producerrel együtt dolgoztak. Első nagylemezük 2011 szeptemberében jelent meg. Amerikában a Slumberland Records, míg Európában a Bella Union adta ki a lemezt. A lemez általánosságban pozitív kritikákat kapott. 2013 februárjában megjelent második nagylemezük. It was co-produced by Rory Attwell.

## Az együttes után
2014-ben feloszlottak. Tagjai azóta külön folytatták. James Hoare új együttest alapított Max Claps-szel együtt The Proper Ornaments néven. Első nagylemezük 2014-ben jelent meg Wooden Head címmel. Ezután az Ultimate Painting együttes egyik vezetője volt annak 2018-ban történt feloszlásáig. Patrick Doyle "Boys Forever" néven folytatta: 2016. augusztus 5.-én megjelent az ugyanilyen című album.  Roxanne Clifford "Patience" néven folytatta karrierjét, 2016-tól. Patrick Doyle 2018. március 4.-én elhunyt.

## Tagok
- Roxanne Clifford – ének, gitár
- Marion Herbain – basszusgitár
- James Hoare – gitár, ének
- Patrick Doyle – dob, ének (2018-ban elhunyt)

## Diszkográfia

### Stúdióalbumok
- Veronica Falls (2011)
- Waiting for Something to Happen (2013)[2]

### EP-k
- 5 Demos (2011)
- Six Covers EP (2011/2012)
- Demos + More  (2012)
- Six Covers Vol. 2 (2013)